# عبد الستار (رئيس)
عبد الستار (بالإنجليزية: Abdus Sattar)‏ (1 مارس 1906 - 5 أكتوبر 1985) سياسي من بنغلادش. زعيم الحزب الوطني البنغلاديشي، شغل منصب رئيس بنغلاديش الثامن من 1981 إلى 1982، وقبل ذلك كان نائب رئيس بنغلاديش. بعد وفاة الرئيس ضياء الرحمن، تولى مهام القائم بأعمال الرئيس. اذ كان عمره في ذلك الوقت 76 سنة. انتخب لاحقًا في الانتخابات الرئاسية على مستوى البلاد في 15 نوفمبر 1981 بنسبة 66٪ من الأصوات. خلال فترة حكمه كانت هناك مزاعم واسعة النطاق بالفساد ضد وزراء الحكومة. شغل عبد الستار، بصفته فقيهًا قانونيًا، العديد من المناصب الدستورية والسياسية في البنغال البريطانية وباكستان الشرقية وبنغلاديش. كان وزيرا في الحكومة، وقاضي المحكمة العليا، ورئيس مفوض الانتخابات.
كان عبد الستار أحد الرؤساء التنفيذيين القلائل في تاريخ البلاد. وبسبب المشاكل الصحية والشيخوخة، تميزت فترة رئاسته القصيرة بالاضطرابات السياسية المتزايدة والتدخل من الجيش. أطيح بعبد الستار في انقلاب بنغلاديش عام 1982.

## مسيرته
ولد عبد الستار في 1 مارس 1906 في بربوم في رئاسة البنغال آنذاك في الهند البريطانية. حصل على ليسانس الحقوق وماجستير القانون من جامعة كلكتا وانضم إلى نقابة المحامين في كلكتا. وأصبح من محامي أبو القاسم فضل الحق أول رئيس وزراء البنغال. خدم في العديد من الهيئات البلدية في كلكتا كناشط لحزب كريشاك برايا. في عام 1950، بعد تقسيم الهند البريطانية، انتقل عبد الستار إلى دكا في دومينيون باكستان. انضم إلى دكا هاي كورت بار. انتخب عضوا في الجمعية التأسيسية لباكستان في عام 1955. شغل منصب وزير الداخلية في باكستان ووزير التعليم في باكستان في حكومة رئيس الوزراء إبراهيم إسماعيل جندريكار في عام 1957. تم تعيينه قاضيا في محكمة دكا العليا بين عامي 1957 و1968. كما ترأس قضايا في المحكمة العليا الباكستانية.
في عام 1969، تم تعيين عبد الستار رئيسا لمفوض الانتخابات في باكستان. قام بتنظيم أول انتخابات عامة في باكستان في عام 1970، والتي حصلت فيها رابطة عوامي على أغلبية برلمانية تاريخية لتشكيل الحكومة. حرمت الرابطة من تسليم السلطة من قبل المجلس العسكري آنذاك بقيادة الجنرال يحيى خان. مع اندلاع حرب الاستقلال البنغلاديشية بإبادة جماعية ضد المدنيين البنغاليين، تم إقصاء العصبة من المناصب الرسمية من قبل الحكومة الباكستانية.
شغل عبد الستار منصب رئيس مجلس الإدارة في مؤسسة بنغلاديش للتأمين على الحياة (1973-1974)، ورئيس مجلس أجور الصحفيين (1974-1975)، ورئيس معهد بنغلاديش للقانون والشؤون الدولية. في عام 1975، تم تعيينه مستشارًا للرئيس القاضي أبو سادات محمد صائم، وتولى مسؤولية وزارة القانون والشؤون البرلمانية. في عام 1977، عُيّن عبد الستار من قبل الرئيس الجديد وكبير مديري قانون الأحكام العرفية الفريق ضياء الرحمن نائباً لرئيس بنغلاديش. مع عودة النظام متعدد الأحزاب، انضم عبد الستار إلى حزب بنغلادش الوطني الذي تم تشكيله حديثًا في عام 1978. وفي حديثه عن ضياء الرحمن، قال عبد الستار «كان مثل ابني، لقد أحببته كثيرًا، لقد أحببته لأنه كان يحاول بناء هذا البلد الصغير بطريقة أفضل.»
توفي عبد الستار في مستشفى سهرواردي في دكا بتاريخ 5 أكتوبر 1985، عن عمر يناهز 79 عامًا.

## روابط خارجية
- عبد الستار على موقع الموسوعة البريطانية (الإنجليزية)
- عبد الستار على موقع مونزينجر (الألمانية)